# بيكايا
بيكايا Pikaia gracilens هو حيوانٌ منقرض من شعبة الحبليات يعود إلى العصر الكامبري المتوسط، وعثر على أحافيره في رواسب بورغيس شيل (أو طفل بورغيس أو طفل برجس)، في مقاطعة كولومبيا البريطانية في كندا. اكتشفت 16 عينة من موقع Phyllopod Bed والتي تشكل 0.03% من تجمع الكائنات. كما كانت شبيهة بالسهيمات، وكانت تسبح بحركة شبيهة بالإنقليس.

## توصيف
تنتمي البيكايا لشعبة الحبليات الرئيسية ولا تملك شكلاً معيناً للرأس، كما كان متوسط طولها نحو 3.8 سم. واعتُقد سابقاً أنها قريبة من سلف جميع الفقاريات، لذا تلقت أحفوراتها اهتماماً خاصاً مقارنة بأحفورات الحيوانات الأخرى التي عُثر عليها في موقع طفل البورغيس الشهير في جبال كولومبيا البريطانية في كندا.
امتلكت البيكايا زوجاً من اللوامس الكبيرة أعلى رأسها والتي تشبه قرون الاستشعار، كما امتلكت أيضاً سلسلة من اللواحق على جانبي الرأس ربما كانت شقوقاً غلصمية. ولهذه الأسباب، تختلف البيكايا عن السهيمات الحالية. ويمكننا مقارنة الغلاصم على رأسها بتلك الغلاصم الموجودة لدى الأسماك المخاطية التي تعيش حالياً، والتي تنتمي إلى الحبليات عديمة الفك.
وبالرغم من تصنيف البيكايا ضمن الرئيسيات، لكنها تظهر الحاجات الأساسية لدى الفقاريات. فعندما كانت البيكايا على قيد الحياة، كان شكلها أشبه بالورقة المضغوطة وتملك زعنفة ذيلية متمددة. وقُسّم جسدها إلى زوجين من القسيمات العضلية والتي تبدو على شكل خطوطٍ عمودية باهتة.
تتموضع العضلات على جانبي الهيكل المرن، وتشبه بذلك قضيباً يجري من قمة الرأس إلى نهاية الذيل. يُعتقد أن البيكايا كانت تسبح عن طريق رمي جسدها بنوعٍ خاص من الحركات (حركة على شكل حرف S) والانحناءات المتعرجة. أي كانت تسبح بطريقة مشابهة لسباحة الإنقليس، حيث ورث الإنقليس طريقة السباحة هذه، لكنه يمتلك عموداً فقرياً أصلب على وجه العموم. ربما سمحت هذه التكيفات للبيكايا بترشيح جزيئات الماء أثناء السباحة. لكن سرعتها كانت بطيئة على الأغلب، إن أخذنا في عين الاعتبار أنها لا تملك أليافاً سريعة الانتفاض، والتي تسمح للحبليات الحديثة بالسباحة الخاطفة.
نشر كونواي موريس وكارون عام 2012 وصفاً مستفيضاً ومبنياً على الأحفورات الـ 114 المعروفة والمكتشفة. ووجدوا خصائص جديدة وغير متوقعة تُعرف فقط عند الرئيسيات، لذا تمكنوا من التعرف على أول حيوانٍ من شعبة الحبليات يمتلك معالم الرئيسيات. وبنوا على أساس هذه الاكتشافات سيناريو جديد لتطور الحبليات . بالتالي، أعاد كل من مالات وهولاند النظر في توصيف موريس وكارون، واستنتجا أن هذه الخصائص الجديدة التي تعرّف عليها الباحثان السابقان فريدةٌ حقاً، لذا لا يمكننا تصنيف البيكايا ضمن رتبة الحبليات بشكل أساسي فقط.

## الاكتشاف
اكتشفت تشارلز والكوت حيوان البيكايا وكان أول من قدّم وصفاً عنه عام 1911. وأُطلق على هذا الحيوان اسم بيكايا نسبة إلى جبل بيكا بيك في مقاطعة ألبيرتا في كندا. صنفها والكوت في بداية الأمر ضمن طائفة الديدان الحلقية عديدة الأشواك، نسبة إلى التقسيمات الواضحة والاعتيادية الموجودة على جسد الحيوان.
صنف عالم الأحياء القديمة سايمون كونواي موريس البيكايا ضمن الحبليات، وذلك عام 1979 عندما كان يعيد دراسة حيوانات منطقة طفل البورغيس. وبهذا التصنيف الجديد، يصبح حيوان بيكايا أقدم سلفٍ معروفٍ للفقاريات الحديثة.
أعاد موراي تصنيف البيكايا لأنه لاحظ امتلاكها حبلاً ظهرياً رئيسياً. وبالرغم من ذلك، لا يعترف عالمياً بانتماء البيكايا إلى شعبة الحبليات. حيث يشير الوضع الذي حُفظت به إلى امتلاكها جليدة أو غطاء خارجياً، وهي ميزة لا تمتلكها الفقاريات (لكنها موجودة لدى حبليات الرأس).
يُظهر وجود الحبليات الأولى في مقاطعة Chengjiang (مثل سمكة كونمينغ) أن الجليدة ليست ضرورية لحفظ الكائن أو الحيوان، مما يبطل الجدل القائم في علم التاريخ الحفري. ومع ذلك، يبقى وجود الخياشم لدى هذا الحيوان أمراً مثيراً وغريباً، ولا نستطيع وضع هذا الكائن ضمن تصنيف نهائي، ويتشابه الحيوان تشريحياً مع الحسيكة الحديثة بدرجة قريبة.

## التطور
هناك جدلٌ كبير وقائمٌ في الوسط العلمي بخصوص البيكايا، وإن كانت سلفاً فقارياً بالرغم من منظرها الدودي أم لا؟ فهي تبدو كالدودة ممددة الجوانب، بينما تظهر الأحفورات المستخرجة من طفل بورغيس سمات الحبليات، كمخلفات الحبل الظهري المنبسط والحبل العصبي الظهري وكتل من العضلات (البضعة العضلية) على جانبي الجسد، أي جميع الميزات الأساسية والضرورية لتطور الفقاريات.
أما الحبل الظهري، والذي يكون على هيئة قضيب مرن يجري على طول الحيوان، فهو يطيل ويصلّب الجسد فيجعله مرناً من الجانبين بوساطة كتل العضلات، مما يساعد الحيوان في السباحة. أما عند الأسماك والفقاريات، يشكل الحبل الظهري العمود الفقري، ويقوي الأخير جسد الكائن ويعزز الأطراف الداعمة. كما يحمي الحبل العصبي الظهري، ويسمح لجسد الحيوان بالانحناء أيضاً.
هناك حيوانٌ آخر شبيه بالبيكايا لازال حياً حتى اليوم، وهو الحسيكة. حيث يملك هذا الحيوان أيضاً حبلاً عصبياً وزوجاً من الكتل العضلية، ينتمي بالتالي كل من البيكايا والحسيكة إلى مجموعة السهيمات التي تحدّرت منها الفقاريات. نفت الدراسات الجزيئية الفرضيات الأولى التي تعتبر السهيمات أقرب قريبٍ حي إلى الفقاريات، ووضعت الغلاليات في مرتبة القرابة تلك بدلاً منها. هناك مجموعات أخرى حية أو منقرضة أكثر بدائية كالجرابتوليت ودودة البلوط [a].
إن وجود كائن معقد كالبيكايا منذ نحو 530 مليون سنة يعزز الفكرة القائلة أن تنوع الحياة يعود إلى زمن أقدم من العصر الكامبري، وربما إلى عصر ما قبل الكامبري.

## تطور الرأس
تظهر أولى علامات تطور الرأس، أو تخلق الرأس، لدى الحبليات كالبيكايا والحسيكة. ويُعتقد أن تطور هيكل الرأس ناتجٌ عن شكل الجسد الطويل وعادة السباحة والفم الذي أصبح على تماسٍ مع البيئة، تحديداً عندما كان الحيوان يسبح إلى الأمام. تطلب البحث عن الغذاء طرقاً يختبر فيها الحيوان كل ما يقع أمامه، لذا اعتُقد أيضاً أن البنى التشريحية المختصة بالرؤية والشعور والشم قد تطورت حول الفم. أما المعلومات التي جمعتها هذه البنى فتمت معالجتها عن طريق انتفاخٍ في الحبل العصبي، وتلك باكورة الدماغ. شكّلت جميع تلك البنى جزءاً معيناً من الجسد عند الفقاريات عُرف لاحقاً باسم الرأس.